# Diego Pardow
Diego Gonzalo Pardow Lorenzo, né le 1er janvier 1981 à Santiago, est un avocat et homme politique chilien. Il est ministre de l'Énergie depuis le 6 septembre 2022.

## Biographie

### Parcours personnel et universitaire
Diego Pardow nait le  1er janvier 1981, il est le petit-fils d'espagnols arrivés sur le Winnipeg et le fils d'exilés pendant la dictature militaire. En 1989, il arrive au Chili depuis l'Espagne à l'âge de 10 ans.
Il est diplômé en sciences juridiques de l'Université du Chili en 2007, prêtant serment comme avocat la même année devant la Cour suprême. Il a complété ses études et a obtenu une maîtrise en droit à l'Université de Californie à Berkeley, aux États-Unis en 2011, obtenant son doctorat en 2014.
Il a été avocat-conseil à la Direction générale des relations économiques internationales du ministère des Affaires étrangères entre 2007 et 2008.
Il a travaillé comme professeur de droit civil à l'Université Adolfo Ibáñez et à l'Université du Chili entre 2008 et 2010. En outre, il a été professeur d'analyse économique du droit à l'Université de Californie, entre 2012 et 2013, puis professeur d'économie à l'Université du Chili depuis 2016. Au cours des années 2017 et 2018, il a reçu le prix Edgardo Buscaglia pour la meilleure recherche empirique de l'Association latino-américaine et caribéenne de droit et d'économie (ALACDE).
En plus de son travail universitaire, il a été consultant pour la Banque interaméricaine de développement sur les questions de réglementation des infrastructures. Il a également été président exécutif du centre d'études Espacio Público entre le 1er novembre 2019 et le 3 juin 2021.

### Parcours politique
Militant du parti Convergence sociale (CS), il a été le coordinateur de la campagne de Gabriel Boric lors de l'élection présidentielle chilienne de 2021,.
Le 6 septembre 2022, il est nommé ministre de l'Énergie au sein du gouvernement de Gabriel Boric, succédant à Claudio Huepe, et le portefeuille restant au parti Convergence sociale.